# Trathala exigua
Trathala exigua là một loài tò vò trong họ Ichneumonidae.